# Basadingen-Schlattingen
Basadingen-Schlattingen (toponimo tedesco) è un comune svizzero di 1 811 abitanti del Canton Turgovia, nel distretto di Frauenfeld.

## Storia
Il comune di Basadingen-Schlattingen è stato istituito il 1º gennaio 1999 con la fusione dei comuni soppressi di Basadingen e Schlattingen; capoluogo comunale è Basadingen. Fino al 2010 ha fatto parte del distretto di Diessenhofen, accorpato a quello di Frauenfeld il 1º gennaio 2011.